# Öratjärnarna, Härjedalen
Öratjärnarna är en sjö i Bergs kommun i Härjedalen och ingår i Ljusnans huvudavrinningsområde. Sjön har en area på 0,363 kvadratkilometer och ligger 974,3 meter över havet.